# Recilia angustisectus
Recilia angustisectus là loài côn trùng thuộc họ Cicadellidae, bộ Cánh nửa. Loài này được Linnavuori miên tả năm 1962.